# Ichneumon feralis
Ichneumon feralis är en stekelart som beskrevs av Cresson 1867. Ichneumon feralis ingår i släktet Ichneumon och familjen brokparasitsteklar. Inga underarter finns listade i Catalogue of Life.